# Maciej Radziwanowski
Maciej Radziwanowski (ur. 31 stycznia 1977 w Gorzowie Wielkopolskim) – polski aktor.
Ukończył studia w szkole aktorskiej „L'art” w Krakowie. Debiutował w Teatrze im. J. Osterwy w Gorzowie. Ważniejsze role m.in. w sztukach Iwona, księżniczka Burgunda, Romeo i Julia. 
W 2008 wraz z Katarzyną Mikiewicz wystawił na scenie „Off” Teatru Dramatycznego w Białymstoku, którego jest aktorem, „Wiwisekcję” według Mirona Białoszewskiego.